# Język dhao
Język dhao (Lii Dhao), także: ndao, dao, kahore – język austronezyjski używany w indonezyjskiej prowincji Małe Wyspy Sundajskie Wschodnie, zwłaszcza na wyspie Ndao. Według danych z 1997 roku posługiwało się nim wówczas 5 tys. osób. Dodatkowe skupiska ludności Dhao występują na wyspach Rote i Timor.
Cechuje się złożoną fonologią. Jest blisko spokrewniony z językiem hawu i niegdyś był opisywany jako jego dialekt. Oba języki nie są jednak wzajemnie zrozumiałe, do czego przyczyniają się silne różnice gramatyczne i słownikowe. A. Capell (1975) postulował, że chodzi o języki nieaustronezyjskie, które dokonały wymiany znacznej części swojego słownictwa.
Występuje powszechna wielojęzyczność. W użyciu są również języki rote, malajski Kupangu i indonezyjski. W dhao zaznaczyły się wpływy leksyki rote. Forma „ndao”, również spotykana w literaturze lingwistycznej, pochodzi z języków wyspy Rote. Ndao to także oficjalna nazwa wyspy, na której używany jest język dhao.
Sporządzono opis jego gramatyki (2020)  oraz krótki słownik (2000). Jest zapisywany alfabetem łacińskim.